# Manuel José Ossandón Lira
Manuel José Ossandón Lira (1987) es un abogado y político chileno que se desempeñó como miembro de la Convención Constitucional de Chile en representación del distrito N°12, entre julio de 2021 y julio de 2022.

## Biografía

### Familia
Es hijo del también político; exalcalde y actual senador, Manuel José Ossandón y de Paula Lira Correa. Es también sobrino de la diputada Ximena Ossandón. 

### Estudios
Realizó sus estudios básicos y medios en el Colegio San Isidro, de la comuna de Buin, del que egresó en 2005. Estudió derecho en la Pontificia Universidad Católica de Chile y se tituló en 2012.

### Vida Laboral
Entre junio de 2016 y noviembre de 2018, fue Socio de Ossandón & Cía. Abogados, en áreas como Derecho Corporativo, Derecho Laboral, Derecho Inmobiliario, Derecho Civil y Derecho Penal. Se desempeñó como Of Counsel en el estudio jurídico Vermehren & Cia Abogados.

## Historial electoral

### Elecciones de convencionales constituyentes de 2021
- Elecciones de convencionales constituyentes de 2021, para convencional constituyente por el distrito N.º 12 (La Florida, Puente Alto, Pirque, La Pintana y San José de Maipo).[5]